# Peperomia pinedoana
Peperomia pinedoana är en pepparväxtart som beskrevs av William Trelease. Peperomia pinedoana ingår i släktet peperomior, och familjen pepparväxter. Inga underarter finns listade i Catalogue of Life.